# Holger Frykenstedt
Holger Elof Uno Frykenstedt, född 29 april 1911 i Örebro, död den 10 januari 2003 i Stockholm, var en svensk litteraturvetare.
Frykenstedt blev filosofie kandidat vid Göteborgs högskola, filosofie licentiat i teoretisk filosofi 1944 (för Gunnar Aspelin), även det vid Göteborgs högskola, och filosofie licentiat i litteraturhistoria med poetik vid Stockholms högskola 1950 (för Henry Olsson). Han doktorerade på en avhandling om Atterboms sagospel Lycksalighetens ö 1951 och blev docent samma år, forskardocent 1959 och fick en personlig tjänst 1969. Han erhöll professors namn 1972.
Frykenstedt var ordförande för Svenska humanistiska förbundet (SHF) 1975–1992. Det var också i förbundets skriftserie han publicerade flera verk. Han medverkade i flerbandsverket Sveriges litteratur med del 6.1, 1968. En stor del av hans forskning gällde Carl August Ehrensvärd. Han tilldelades Svenska Akademiens gustavianska stipendium 1999.